# 주 환공
주 환공은 춘추전국시대 주나라의 군주이다. 은공의 아들이자 주자 하의 형이다. 오나라가 은공을 폐위하고 환공을 세웠고, 은공은 월나라로 달아났다. 월이 오를 멸하자 은공은 월에 호소하였고, 월은 환공을 폐하고 은공을 복위시켰다. 환공은 월나라로 달아났다.